# Aartsbisdom Villavicencio
Het aartsbisdom Villavicencio (Latijn: Archidioecesis Villavicentiensis) is een rooms-katholiek aartsbisdom met als zetel Villavicencio, in Colombia. De aartsbisschop van Villavicencio is metropoliet van de kerkprovincie Villavicencio, waartoe ook de volgende suffragane bisdommen behoren:
- Granada en Colombia
- San José del Guaviare

## Geschiedenis
Het aartsbisdom werd opgericht op 23 juni 1903, als de territoriale prelatuur Intendencias Orientales, uit delen van het aartsbisdom Bogota. Op 16 maart 1908 werd het verheven tot apostolisch vicariaat en veranderde van naam naar Los Llanos de San Martín. Op 9 juni 1949 veranderde het van naam naar apostolisch vicariaat Villavicencio. Op 11 februari 1964 werd het verheven tot bisdom en werd suffragaan aan het aartsbisdom Bogota. Op 3 juli 2004 werd het verheven tot metropolitaan aartsbisdom. 

## Parochies
Het aartsbisdom had in 2020 een oppervlakte van 53.560 km2 en telde 715.700 inwoners waarvan 97,4% rooms-katholiek was.

## Ordinarii

### Bisschoppen
- Joseph-Marie-Désiré Guiot (3 Apr 1908 - 27 Jun 1939)
- Francisco José Bruls Canisius (27 Jun 1939 - 26 Apr 1969; coadjutor sinds 7 januari 1939)
- Gregorio Garavito Jiménez (26 Apr 1969 - 3 May 1994; hulpbisschop sinds 4 december 1961)
- Alfonso Cabezas Aristizábal (3 May 1994 - 16 Jun 2001; coadjutor sinds 13 mei 1992)

### Aartsbisschoppen
- José Octavio Ruiz Arenas (16 Jul 2002 - 31 May 2007)
- Oscar Urbina Ortega (30 Nov 2007 - 23 Apr 2022)
  - Nelson Jair Cardona Ramírez (apostolisch administrator: 23 april 2022 - 2 maart 2023)
- Misael Vacca Ramirez (31 Dec 2022 - heden)

## Galerij van afbeeldingen

Wapen van het aartsbisdom Villavicencio

Villavicencio (aartsbisdom) · Granada en Colombia · San José del Guaviare